# クライネ・シャイデック

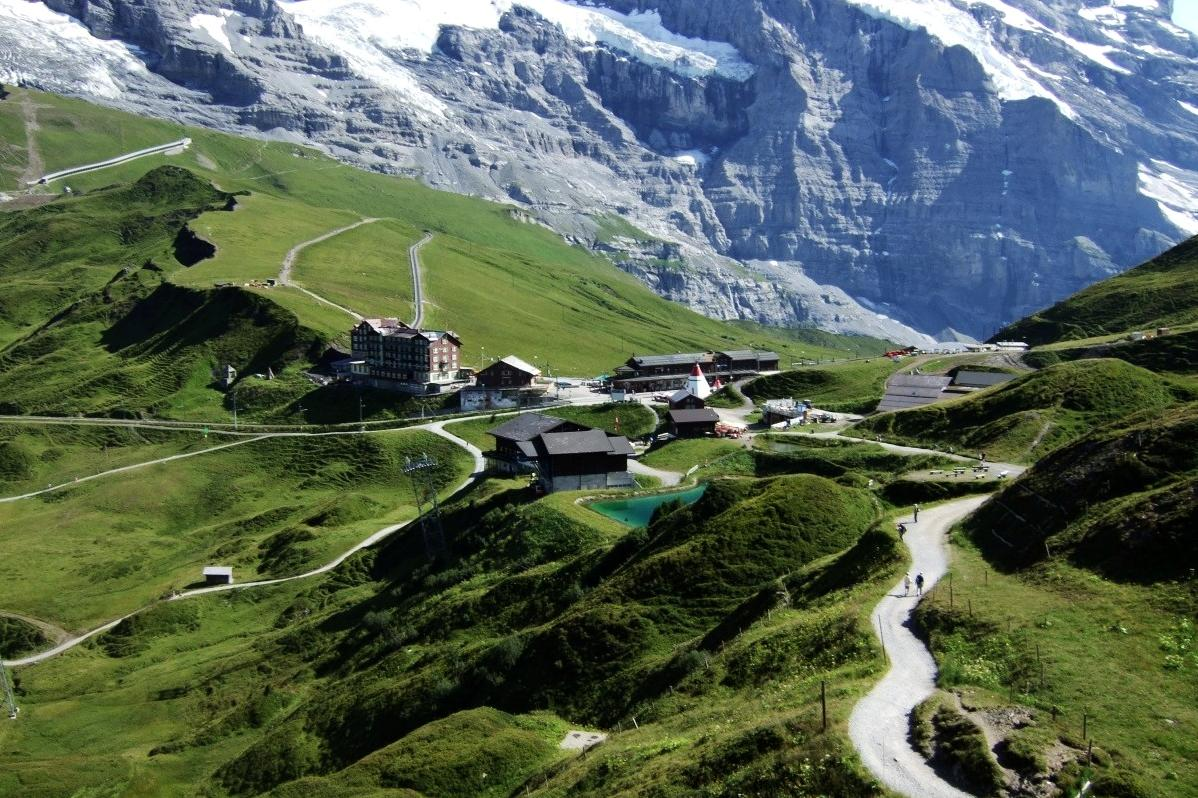
クライネ・シャイデック

クライネ・シャイデック（Kleine Scheidegg）はスイスの峠。ベルン州に属する。

## 概要
スイス、ベルン州、ユングフラウ地方を代表するビューポイント、ユングフラウ登山観光に際して、ラウターブルンネン経由の西回り・グリンデルヴァルト経由の東回りルートの登山電車が合流する地点を指す。ドイツ語で「小さな（クライネ）峠（シャイデック）」という意味。クライネ・シャイデックの地点から、アイガー、メンヒ、ユングフラウの三山が並ぶ壮大な景観が広がる。
ユングフラウヨッホを目指すユングフラウ鉄道の駅があり、グリンデルワルトまたはラウターブルンネンからの登山電車をここで乗り換える。クライネ・シャイデックを出た登山電車はアイガーグレッチャー駅を通過した後、アイガー山、メンヒ山の内部を貫通するトンネルに入り、ヨーロッパ一標高が高い鉄道駅、標高3454mのユングフラウヨッホまで登る。
クライネ・シャイデック駅には駅レストランがある他、付近には山岳ホテル、「シャイデック・ホテルズ」がある。最高難度とされるアイガー山の北壁登頂を行う際には、そのサポート隊がこの峠に滞在する。

## ギャラリー

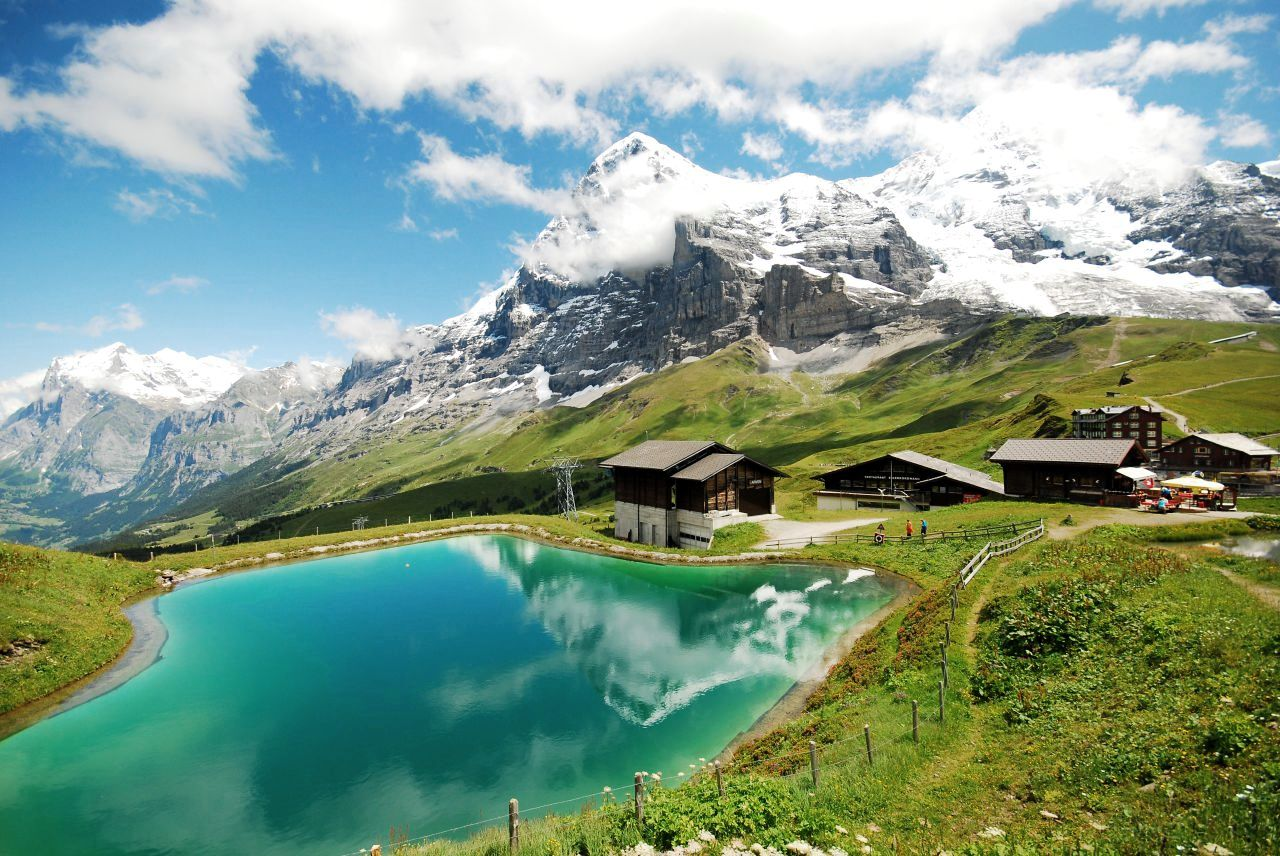
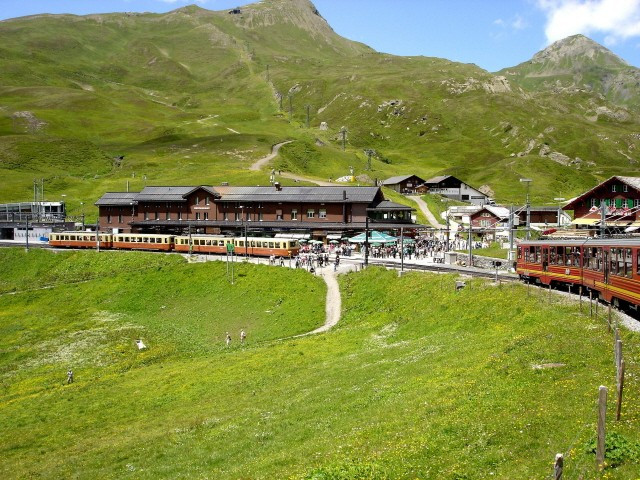
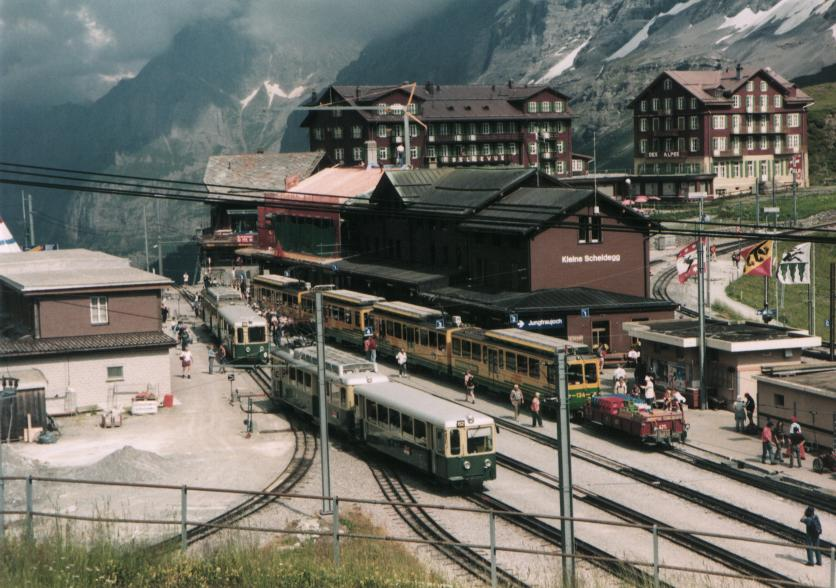
クライネ・シャイデック駅
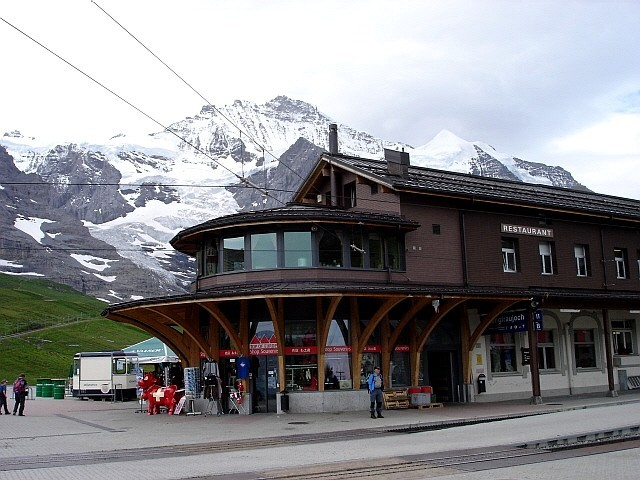
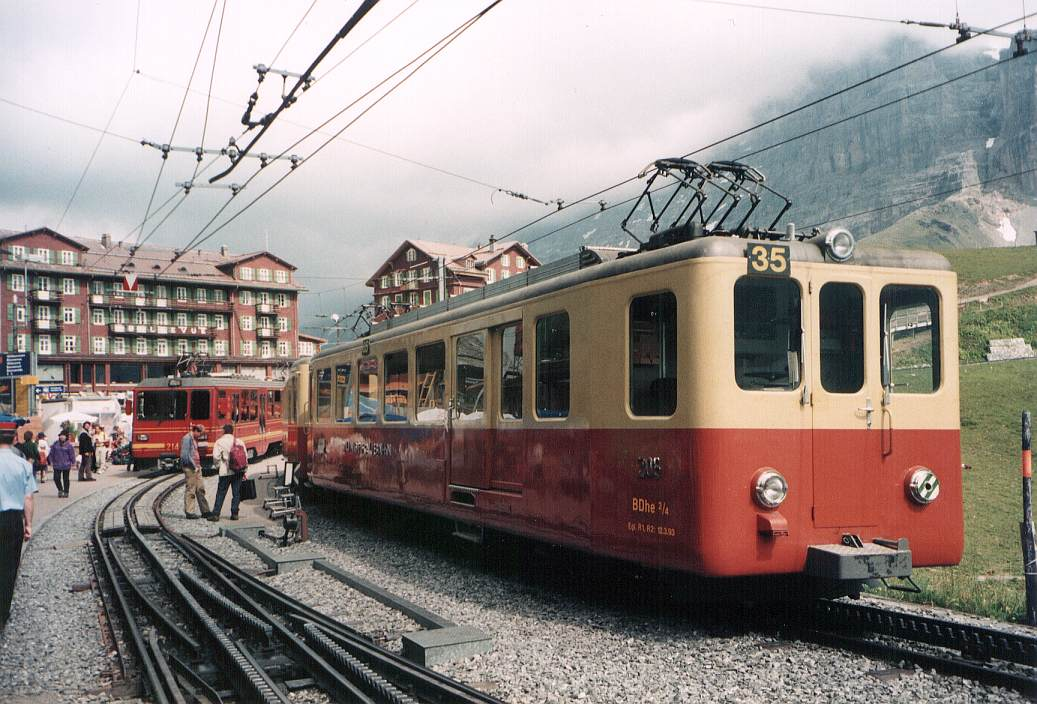
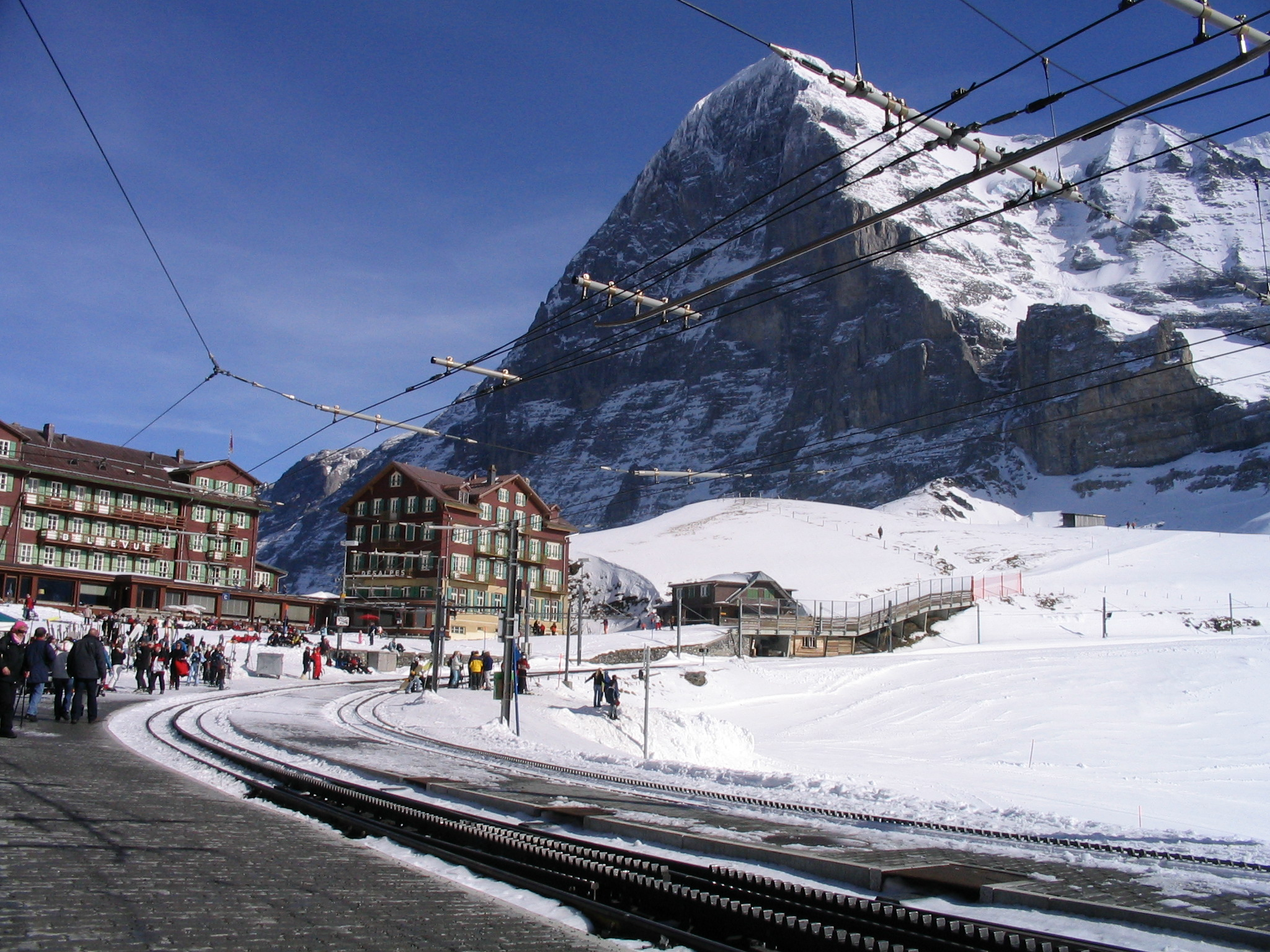